# Paita
 Paita és una ciutat de l'extrem nord-est del Perú, capital de la província de Paita (Piura), ubicada en la costa de l'oceà Pacífic, a 57 km de la ciutat de Piura. És el segon port més important del Perú, després de El Callao. Degut a la seva situació geogràfica, té un clima càlid i humit durant tot l'any amb temperatures pro-mitges anuals de 25 °C.
Paita fou fundada pels espanyols el 30 de març de 1532 amb el nom de San Francisco de Paita de la Buena Esperanza pel conquistador Francisco Pizarro. Conserva l'estil colonial amb vells casals i esglésies antigues. El turisme és una important font d'ingressos per la ciutat.